# Giuseppe Vinci (ingegnere)
Giuseppe Vinci (Vibo Valentia, XVIII sec. – Altamura, 6-9 maggio 1799) è stato un ingegnere italiano. Era lo zio del più noto Giovan Battista Vinci e fu attivo come ingegnere nella sua città Vibo Valentia almeno dal 30 aprile 1785. È noto soprattutto per essere stato uno dei quattro ingegneri militari dell'esercito della Santa Fede nel 1799; in particolare, nel maggio dello stesso anno fu inviato con l'ingegner Giuseppe Oliverio a rilevare la città di Altamura e ivi fu catturato e fucilato.

## Biografia
Originario di Vibo Valentia, Giuseppe Vinci operò principalmente nella sua città natale. Il suo nome compare per la prima volta in una perizia del 30 aprile 1785 relativa al "camposanto dell'Ospedale", ed è stato anche definito un architetto "paesano" e "autodidatta". Progettò alcune chiese parrocchiali e i suoi progetti sono conservati presso l'Archivio di Stato di Cosenza.
Nel 1799 prese parte in qualità di ingegnere militare all'esercito della Santa Fede e, in tale occasione, fu inviato insieme all'ingegner Giuseppe Oliverio e ad altri a effettuare un rilievo della città di Altamura con gli strumenti del mestiere, appostandosi in località "la Marinella". In tale luogo furono avvistati, fatti prigionieri e "condotti in prigione a guardia a vista" nella chiesa di San Giacomo. In corrispondenza della fuga dalla città del generale Felice Mastrangelo e del commissario Nicola Palomba, Mastrangelo ordinò la fucilazione di tutti i prigionieri sanfedisti e, tra questi, gli ingegneri Vinci e Oliverio. Come testimoniato da più fonti alcuni di questi, e forse anche gli stessi due ingegneri, furono sepolti vivi. Probabilmente, neanche i suoi parenti seppero con precisione come ebbe a morire il loro congiunto.
In seguito all'entrata dei sanfedisti nella città di Altamura, constatata la morte dei due ingegneri, Ruffo diede ordine di assegnare una pensione vitalizia di venti ducati al mese a ciascuna delle due famiglie degli ingegneri. Come testimonato da Vito Capialbi (1835), Giuseppe Vinci fu determinante nella carriera del di lui nipote Giovan Battista Vinci, tanto che chiamò Giuseppe uno dei suoi figli.

## Cariche
- Ingegnere militare dell'esercito della Santa Fede (1799).[12]